# Rote Nase
Rote Nase är en bergstopp i Schweiz. Den ligger i distriktet Visp och kantonen Valais, i den södra delen av landet. Toppen på Rote Nase är 3 245 meter över havet.
Den högsta punkten i närheten är Dufourspitze, 4 634 meter över havet, 7,1 km sydost om Rote Nase. Närmaste större samhälle är Zermatt, 6,0 km nordväst om Rote Nase. 
Trakten runt Rote Nase är permanent täckt av is och snö.